# Toxopsiella medialis
Toxopsiella medialis är en spindelart som beskrevs av Forster 1964. Toxopsiella medialis ingår i släktet Toxopsiella och familjen Cycloctenidae. Inga underarter finns listade i Catalogue of Life.